# 지싱 조선족 만족 향
지싱 조선족 만족 향 (중국어 간체:吉兴朝鲜族满族乡, 한어병음:Jí xìng cháoxiǎn zú mǎnzú xiāng, 중국조선어:길흥조선족만족향)은 중화인민공화국 헤이룽장성 치타이허시 보리현 관할의 조선족 민족향이다  .

## 행정구역
14개의 촌을 관할하고 있다.
西吉兴村, 东吉兴村, 永乐村, 和胜村, 合心村, 团山村, 兴耕村, 合庆村, 长太村, 三民村, 心和村, 富兴村, 大阳村, 厚春村